# لسکوکلایه
لسکوکلایه، روستایی از توابع بخش کیاشهر شهرستان آستانه اشرفیه در استان گیلان ایران است.
شامل ۲ بخش لسکوکلایه بزرگ و کوچک میباشد.بعد از طی کردن ۱۰ کیلومتر از بندر کیاشهر به سمت چمخاله به جاده لسکوکلایه رسیده و وارد این روستای بزرگ گیلان میشوید.
با ورود به جاده لسکو کلایه از پارک لسکو عبور کرده و به امامزاده میرسید و بعد از ان به میدان لسکو کلایه کوچک رسیده که در ان مغازه های متعدد و قهوه خانه ها هستند.

## جمعیت
این روستا در بخش بندر کیاشهر قرار دارد و براساس سرشماری مرکز آمار ایران در سال ۱۳۸۵، جمعیت آن ۱٬۹۴۳ نفر (۶۴۰خانوار) بوده‌است.